# Unicodeblock Elymäisch
Der Unicodeblock Elymäisch (engl.: Elymaic, U+10FE0 bis U+10FFF) enthält die Zeichen der elymäischen Schrift, welche aus der aramäischen Schrift hervorgegangen ist. Sie wurde in Elymais verwendet.

## Tabelle
Der Block ist erst mit Standard 12.0.0 (5. März 2019) definiert und deshalb dürfte es bisher kaum Fonts für die Darstellung geben.
Alle Zeichen haben die allgemeine Kategorie „anderer Buchstabe (inkl. Silben und Ideogrammen)“ und die bidirektionale Klasse „rechts nach links (nicht-arabisch)“.
| Unicodenummer   | Zeichen (400 %) | Offizielle Bezeichnung      | Beschreibung                  |
| --------------- | --------------- | --------------------------- | ----------------------------- |
| U+10FE0 (69600) | 𐿠               | ELYMAIC LETTER ALEPH        | Elymäischer Buchstabe Aleph   |
| U+10FE1 (69601) | 𐿡               | ELYMAIC LETTER BETH         | Elymäischer Buchstabe Beth    |
| U+10FE2 (69602) | 𐿢               | ELYMAIC LETTER GIMEL        | Elymäischer Buchstabe Gimel   |
| U+10FE3 (69603) | 𐿣               | ELYMAIC LETTER DALETH       | Elymäischer Buchstabe Daleth  |
| U+10FE4 (69604) | 𐿤               | ELYMAIC LETTER HE           | Elymäischer Buchstabe He      |
| U+10FE5 (69605) | 𐿥               | ELYMAIC LETTER WAW          | Elymäischer Buchstabe Waw     |
| U+10FE6 (69606) | 𐿦               | ELYMAIC LETTER ZAYIN        | Elymäischer Buchstabe Zayin   |
| U+10FE7 (69607) | 𐿧               | ELYMAIC LETTER HETH         | Elymäischer Buchstabe Heth    |
| U+10FE8 (69608) | 𐿨               | ELYMAIC LETTER TETH         | Elymäischer Buchstabe Teth    |
| U+10FE9 (69609) | 𐿩               | ELYMAIC LETTER YODH         | Elymäischer Buchstabe Yodh    |
| U+10FEA (69610) | 𐿪               | ELYMAIC LETTER KAPH         | Elymäischer Buchstabe Kaph    |
| U+10FEB (69611) | 𐿫               | ELYMAIC LETTER LAMEDH       | Elymäischer Buchstabe Lamedh  |
| U+10FEC (69612) | 𐿬               | ELYMAIC LETTER MEM          | Elymäischer Buchstabe Mem     |
| U+10FED (69613) | 𐿭               | ELYMAIC LETTER NUN          | Elymäischer Buchstabe Nun     |
| U+10FEE (69614) | 𐿮               | ELYMAIC LETTER SAMEKH       | Elymäischer Buchstabe Samekh  |
| U+10FEF (69615) | 𐿯               | ELYMAIC LETTER AYIN         | Elymäischer Buchstabe Ayin    |
| U+10FF0 (69616) | 𐿰               | ELYMAIC LETTER PE           | Elymäischer Buchstabe Pe      |
| U+10FF1 (69617) | 𐿱               | ELYMAIC LETTER SADHE        | Elymäischer Buchstabe Sadhe   |
| U+10FF2 (69618) | 𐿲               | ELYMAIC LETTER QOPH         | Elymäischer Buchstabe Qoph    |
| U+10FF3 (69619) | 𐿳               | ELYMAIC LETTER RESH         | Elymäischer Buchstabe Resh    |
| U+10FF4 (69620) | 𐿴               | ELYMAIC LETTER SHIN         | Elymäischer Buchstabe Shin    |
| U+10FF5 (69621) | 𐿵               | ELYMAIC LETTER TAW          | Elymäischer Buchstabe Taw     |
| U+10FF6 (69622) | 𐿶               | ELYMAIC LIGATURE ZAYIN-YODH | Elymäische Ligatur Zayin-Yodh |